# شهرستان الزیدیه
ناحیهٔ الزیدیه (به عربی: مدیریة الزیدیة) یک ناحیه در یمن است که در استان حدیده واقع شده‌است.
ناحیهٔ الزیدیه ۹۵٬۰۴۸ نفر جمعیت دارد.